# 维尔纳夫·当苏伊公馆
维尔纳夫·当苏伊公馆（Hôtel de Villeneuve d'Ansouis）是普罗旺斯地区艾克斯的一座历史建筑，位于马扎然区的九月四日街9号。

## 历史
维尔纳夫·当苏伊家族直到1695年还住在一栋老房子里。1740年，这座房子被拆除，为普罗旺斯地区艾克斯高等法院检察总长泰奥多尔·维尔纳夫·当苏伊而建造了这座府邸。然后由乔治·瓦隆（Georges Vallon，1688-1767）于1757年进行了翻新。 它高三层，设有锻铁阳台，立面雕刻有面具。 此外，立面在中心有三组窗户，围绕着多立克柱。在大门的上方，有一个女性面孔的雕塑，她的头发在风中。
1984年12月5日，该建筑列为法国历史遗迹。